# Alwyn Myburgh
Alwyn Abraham Myburgh (né le 13 octobre 1980 à Vanderbijlpark) est un athlète sud-africain, spécialiste du 400 mètres haies. 

## Biographie

### Palmarès
| Date | Compétition            | Lieu      | Résultat | Épreuve     | Performance   |
| ---- | ---------------------- | --------- | -------- | ----------- | ------------- |
| 2001 | Universiade            | Pékin     | 1er      | 400 m haies | 48 s 09       |
| 2004 | Jeux olympiques        | Athènes   | 7e       | 400 m haies | 49 s 07       |
| 2006 | Jeux du Commonwealth   | Melbourne | 2e       | 400 m haies | 48 s 23       |
| 2006 | Championnats d'Afrique | Bambous   | 2e       | 400 m haies | 49 s 88       |
| 2006 | Championnats d'Afrique | Bambous   | 2e       | 4 x 400 m   | 3 min 07 s 65 |
| 2007 | Jeux africains         | Alger     | 3e       | 400 m haies | 48 s 91       |

### Records
| Épreuve          | Performance | Lieu   | Date           |
| ---------------- | ----------- | ------ | -------------- |
| 400 mètres       | 46 s 49     | Durban | 8 février 2008 |
| 400 mètres haies | 48 s 09     | Pékin  | 31 août 2001   |